# Elezioni suppletive per la Camera dei rappresentanti degli Stati Uniti d'America del 1793
Nel corso del 1793 si tennero elezioni suppletive per la Camera dei rappresentanti per eleggere deputati della Camera dei rappresentanti dei distretti rimasti vacanti. 

## Risultati

### 2º distretto congressuale del Maryland
Le elezioni politiche suppletive nel 2º distretto congressuale del Maryland si sono tenute il 7 gennaio, in seguito alle dimissioni di Joshua Seney
| Partito                            | Partito                                                | Candidato                          | Risultati 7 gennaio | Risultati 7 gennaio |
| Partito                            | Partito                                                | Candidato                          | Voti                | %                   |
| ---------------------------------- | ------------------------------------------------------ | ---------------------------------- | ------------------- | ------------------- |
|                                    | Federalisti                                            | William Hindman                    | 355                 | 63,51               |
|                                    | Indipendente                                           | Thomas Whattington                 | 204                 | 36,49               |
|                                    |                                                        |                                    |                     |                     |
| Iscritti                           | Iscritti                                               | Iscritti                           | 559                 | 100,00              |
| ↳ Votanti (% su iscritti)          | ↳ Votanti (% su iscritti)                              | ↳ Votanti (% su iscritti)          | 559                 | 100,00              |
| ↳ Voti validi (% su votanti)       | ↳ Voti validi (% su votanti)                           | ↳ Voti validi (% su votanti)       | 559                 | 100,00              |
| ↳ Schede non valide (% su votanti) | ↳ Schede non valide (% su votanti)                     | ↳ Schede non valide (% su votanti) | 0                   | 0,00                |
| ↳ Astenuti (% su iscritti)         | ↳ Astenuti (% su iscritti)                             | ↳ Astenuti (% su iscritti)         | 0                   | 0,00                |
|                                    |                                                        |                                    |                     |                     |
|                                    | Esito: collegio passa da Antifederalismo a Federalisti |                                    |                     |                     |

### Connecticut at-large
Le elezioni politiche suppletive nel distretto congressuale at-large del Connecticut si sono tenute l'8 aprile, in seguito alle dimissioni di Jonathan Sturges
| Partito                            | Partito                                  | Candidato                          | Risultati 8 aprile | Risultati 8 aprile |
| Partito                            | Partito                                  | Candidato                          | Voti               | %                  |
| ---------------------------------- | ---------------------------------------- | ---------------------------------- | ------------------ | ------------------ |
|                                    | Federalisti                              | Uriah Tracy                        | 2 167              | 49,47              |
|                                    | Federalisti                              | James Davenport                    | 817                | 18,65              |
|                                    | Indipendente                             | Asher Miller                       | 708                | 16,16              |
|                                    | Federalisti                              | Jonathan Ingersoll                 | 436                | 9,95               |
|                                    | Federalisti                              | Tapping Reeve                      | 252                | 5,75               |
|                                    |                                          |                                    |                    |                    |
| Iscritti                           | Iscritti                                 | Iscritti                           | 4 410              | 100,00             |
| ↳ Votanti (% su iscritti)          | ↳ Votanti (% su iscritti)                | ↳ Votanti (% su iscritti)          | 4 410              | 100,00             |
| ↳ Voti validi (% su votanti)       | ↳ Voti validi (% su votanti)             | ↳ Voti validi (% su votanti)       | 4 380              | 99,32              |
| ↳ Schede non valide (% su votanti) | ↳ Schede non valide (% su votanti)       | ↳ Schede non valide (% su votanti) | 30                 | 0,68               |
| ↳ Astenuti (% su iscritti)         | ↳ Astenuti (% su iscritti)               | ↳ Astenuti (% su iscritti)         | 0                  | 0,00               |
|                                    |                                          |                                    |                    |                    |
|                                    | Esito: collegio confermato a Federalisti |                                    |                    |                    |

Le elezioni politiche suppletive nel distretto congressuale at-large del Connecticut si sono tenute l'11 novembre, in seguito alle dimissioni di Jonathan Ingersoll e Stephen M. Mitchell
| Partito                            | Partito                                  | Candidato                          | Risultati 11 novembre | Risultati 11 novembre |
| Partito                            | Partito                                  | Candidato                          | Voti                  | %                     |
| ---------------------------------- | ---------------------------------------- | ---------------------------------- | --------------------- | --------------------- |
|                                    | Federalisti                              | Joshua Coit                        | 2 448                 | 35,69                 |
|                                    | Federalisti                              | Zephaniah Swift                    | 1 657                 | 24,16                 |
|                                    | Federalisti                              | James Davenport                    | 1 183                 | 17,25                 |
|                                    | Federalisti                              | Roger Griswold                     | 864                   | 12,60                 |
|                                    | Federalisti                              | Chauncey Goodrich                  | 352                   | 5,13                  |
|                                    | Federalisti                              | Nathaniel Smith                    | 211                   | 3,08                  |
|                                    | Federalisti                              | Samuel W. Dana                     | 144                   | 2,10                  |
|                                    |                                          |                                    |                       |                       |
| Iscritti                           | Iscritti                                 | Iscritti                           | 6 859                 | 100,00                |
| ↳ Votanti (% su iscritti)          | ↳ Votanti (% su iscritti)                | ↳ Votanti (% su iscritti)          | 6 859                 | 100,00                |
| ↳ Voti validi (% su votanti)       | ↳ Voti validi (% su votanti)             | ↳ Voti validi (% su votanti)       | 6 859                 | 100,00                |
| ↳ Schede non valide (% su votanti) | ↳ Schede non valide (% su votanti)       | ↳ Schede non valide (% su votanti) | 0                     | 0,00                  |
| ↳ Astenuti (% su iscritti)         | ↳ Astenuti (% su iscritti)               | ↳ Astenuti (% su iscritti)         | 0                     | 0,00                  |
|                                    |                                          |                                    |                       |                       |
|                                    | Esito: collegio confermato a Federalisti |                                    |                       |                       |

## Riepilogo
| Dat         | Stato       | Collegio | Parlamentare uscente | Partito         | Parlamentare eletto | Partito     |
| ----------- | ----------- | -------- | -------------------- | --------------- | ------------------- | ----------- |
| 7 gennaio   | Maryland    | 2°       | Joshua Seney         | Antifederalista | William Hindman     | Federalisti |
| 8 aprile    | Connecticut | At-large | Jonathan Sturges     | Federalisti     | Uriah Tracy         | Federalisti |
| 11 novembre | Connecticut | At-large | Jonathan Ingersoll   | Federalisti     | Joshua Coit         | Federalisti |
| 11 novembre | Connecticut | At-large | Stephen M. Mitchell  | Federalisti     | Zephaniah Swift     | Federalisti |